# Dipoena cartagena
Dipoena cartagena là một loài nhện trong họ Theridiidae.
Loài này thuộc chi Dipoena. Dipoena cartagena được miêu tả năm 1973 bởi Sedgwick.